# Championnats du monde féminins de cross-country éliminatoire
Les championnats du monde féminins de cross-country éliminatoire sont organisés annuellement pour décerner le maillot arc-en-ciel pour le cross-country éliminatoire féminin. L'épreuve est organisée depuis 2012.
Le cross-country éliminatoire est un format de course de vélo tout-terrain, qui voit s'affronter quatre coureuses sur un circuit d'environ 1 km. Les 2 coureuses les plus rapides peuvent participer à la manche suivante, tandis que les deux dernières sont éliminées. La compétition est un mélange de four-cross et de cross-country.
En 2017 et 2018, l'épreuve fait partie des championnats du monde de cyclisme urbain. Depuis 2019, ils sont organisés indépendamment et disposent donc d'un championnat du monde UCI dédié.

## Podiums
| Année                    | Or                 | Argent              | Bronze                |
| ------------------------ | ------------------ | ------------------- | --------------------- |
| 2012 Saalfelden-Leogang  | Alexandra Engen    | Jolanda Neff        | Aleksandra Dawidowicz |
| 2013 Pietermaritzburg    | Alexandra Engen    | Jolanda Neff        | Linda Indergand       |
| 2014 Lillehammer-Hafjell | Kathrin Stirnemann | Linda Indergand     | Ingrid Bøe Jacobsen   |
| 2015 Vallnord            | Linda Indergand    | Ingrid Bøe Jacobsen | Kathrin Stirnemann    |
| 2016 Nové Město          | Linda Indergand    | Kathrin Stirnemann  | Ramona Forchini       |
| 2017 Chengdu             | Kathrin Stirnemann | Ella Holmegård      | Perrine Clauzel       |
| 2018 Chengdu             | Coline Clauzure    | Iryna Popova        | Marion Fromberger     |
| 2019 Waregem             | Gaia Tormena       | Isaure Medde        | Coline Clauzure       |
| 2020 Louvain             | Isaure Medde       | Gaia Tormena        | Fem van Empel         |
| 2021 Graz                | Gaia Tormena       | Noémie Garnier      | Iryna Popova          |
| 2022 Barcelone           | Gaia Tormena       | Coline Clauzure     | Ella Holmegård        |
| 2023 Palangkaraya        | Gaia Tormena       | Dara Latifah        | Annemoon van Dienst   |
| 2024 Aalen               | Gaia Tormena       | Lia Schrievers      | Marion Fromberger     |
| 2025 Sakarya             | Mariia Sukhopalova | Isaure Medde        | Maria Sherstiuk       |

### Tableau des médailles
| Rang | Cycliste            | Or | Argent | Bronze | Total |
| ---- | ------------------- | -- | ------ | ------ | ----- |
| 1    | Gaia Tormena        | 5  | 1      | 0      | 6     |
| 2    | Linda Indergand     | 2  | 1      | 1      | 4     |
| 2    | Kathrin Stirnemann  | 2  | 1      | 1      | 4     |
| 4    | Alexandra Engen     | 2  | 0      | 0      | 2     |
| 5    | Coline Clauzure     | 1  | 1      | 1      | 3     |
| 6    | Isaure Medde        | 1  | 1      | 0      | 2     |
| 7    | Mariia Sukhopalova  | 1  | 0      | 0      | 1     |
| 8    | Jolanda Neff        | 0  | 2      | 0      | 2     |
| 9    | Ingrid Bøe Jacobsen | 0  | 1      | 1      | 2     |
| 9    | Ella Holmegård      | 0  | 1      | 1      | 2     |
| 9    | Iryna Popova        | 0  | 1      | 1      | 2     |

| Rang  | Nation    | Or | Argent | Bronze | Total |
| ----- | --------- | -- | ------ | ------ | ----- |
| 1     | Italie    | 5  | 1      | 0      | 6     |
| 2     | Suisse    | 4  | 4      | 3      | 11    |
| 3     | France    | 2  | 4      | 2      | 8     |
| 4     | Suède     | 2  | 1      | 1      | 4     |
| 5     | Ukraine   | 1  | 1      | 2      | 4     |
| 6     | Allemagne | 0  | 1      | 2      | 3     |
| 7     | Norvège   | 0  | 1      | 1      | 2     |
| 8     | Pays-Bas  | 0  | 0      | 2      | 2     |
| 9     | Indonésie | 0  | 1      | 0      | 1     |
| 10    | Pologne   | 0  | 0      | 1      | 2     |
| Total | Total     | 14 | 14     | 14     | 42    |